# Tomáš Holub (cyklista)
Tomáš Holub (* 25. září 1990), je český profesionální cyklista, který závodí za tým AC Sparta Praha cycling.
Předtím, než se zaměřil na cyklistiku, se věnoval lednímu hokeji. V cyklistice v roce 2015 například uspěl ve druhém závodě klání „Táborské okruhy“. K roku 2017 se Holub stal členem cyklistické stáje Topforex-Lapierre, jejímž sportovním ředitelem byl tu dobu někdejší cyklista René Andrle.

## Největší úspěchy
- 3. místo GP Přeštice 2010
- 1. místo Tour de Brdy kat. cyklokros 2011
- 2. místo Giant Liga 2011
- 2. místo Giant Liga 2011
- 2. místo 55. Internationale Rad-Championat in Dortmund-Brackel 2011
- 1. místo Giant Liga GP SIVRES a.s. 2012
- 3. místo Giant Liga GP STOLLEN 2012
- 3. místo GP Přeštice 2012
- 3. místo Prien am Chiemze 2012
- 5. místo GP Bochum 2012